# فرودگاه شهری دنسویل
فرودگاه شهری دنسویل (به انگلیسی: Dansville Municipal Airport) یک فرودگاه همگانی بهره‌برداری هوایی با کد یاتا DSV است که یک باند فرود آسفالت دارد و طول باند آن ۱۰۶۷ متر است. این فرودگاه در کشور ایالات متحده آمریکا قرار دارد و در ارتفاع ۲۰۲ متری از سطح دریا واقع شده‌است.